# Вільям Барретт (фізик)
Вільям Барретт (англ. Sir William Fletcher Barrett; 10 лютого 1844, Кінгстон, Ямайка — 26 травня 1925, Лондон, Велика Британія) — британський фізик, спеціаліст з оптики та електротехніки, відомий також як дослідник паранормальних явищ, зв'язаних з практикою спіритуалізму. Був одним з організаторів у 1882 році лондонського Товариства психічних дослідників. У 1912 році за заслуги перед британською наукою Барретт був нагороджений Орденом Британської імперії.
У 1873 році Барретт став професором дублінського Королівського наукового коледжу і проробив тут тридцять років до 1910. За цей час був також почесним членом Королівського товариства, Філософського товариства, Королівського літературного товариства, Королівської ірландської академії. Наукові дослідження та експерименти Барретта, пов'язані зі створеними новими металічними сплавами (наприклад, сплав кремнію та заліза, відомий як сталой), мають велике практичне значення у виробництві перших телефонів та трансформаторів. Барретт був піонером в області ентопічної оптики, його дослідження проклали шлях до відкриття ентоптископа (entoptiscope) та нових моделей оптометра.